# 米歇尔·特尔弗
米歇尔·特尔弗（英語：Michelle Telfer，1974年1月8日—），西澳大利亚州人，澳大利亚女子竞技体操运动员。她曾代表澳大利亚参加1990年英联邦运动会体操比赛，获得一枚银牌和一枚铜牌。